# 趙蘭田 (光緒進士)
趙蘭田（?—?），奉天奉天府鐵嶺縣人，清朝政治人物、進士出身。
光緒十八年（1892年），参加光緒壬辰科殿試，登進士二甲119名。同年五月，以主事分部学习，后授工部主事。